# Чайківка (Харківський район)
Ча́йківка — село в Україні, у Харківському районі Харківської області. Населення становить 21 осіб (2001 рік). Орган місцевого самоврядування — Малоданилівська селищна рада.

## Географія
Село Чайківка знаходиться на правому березі річки Лозовенька, на річці гребля, яка утворює Лозовеньківське водосховище, вище за течією за 3 км розташоване село Черкаська Лозова, нижче за течією за 2 км — смт Мала Данилівка, на відстані 1 км проходить Харківська окружна дорога (М03) — кордон Харкова (Олексіївка). Біля села знаходиться великий розплідник і каскад ставків.

## Історія

Хутір Чайківський на мапі 1783 p.

В 1782 р. в хуторі Чайківський, мешкало 40 чоловік.
У списках населених місць Харківської губернії 1864 року в 10 дворах мешкало 45 чоловік.
Під час організованого радянською владою Голодомору 1932—1933 років померло щонайменше 79 жителів села.
В 1940 році в Чайківці було 10 дворів.
В 1951 році — 15 дворів.
В 1990 році — 40 чоловік.
У 2019 році парафія святого благовірного князя Олександра Невського перейшла з Української православної церкви (Московського патріархату) до Православної церкви України

## Населення
Згідно з переписом УРСР 1989 року чисельність наявного населення села становила 38 осіб, з яких 14 чоловіків та 24 жінки.
За переписом населення України 2001 року в селі мешкала 21 особа.

### Мова
Розподіл населення за рідною мовою за даними перепису 2001 року:
| Мова       | Чисельність | Відсоток |
| ---------- | ----------- | -------- |
| українська | 18          | 85,71%   |
| російська  | 3           | 14,29%   |
| Усього     | 21          | 100%     |

## Економіка
- База відпочинку «Медуниця».